# Okumura Masanobu

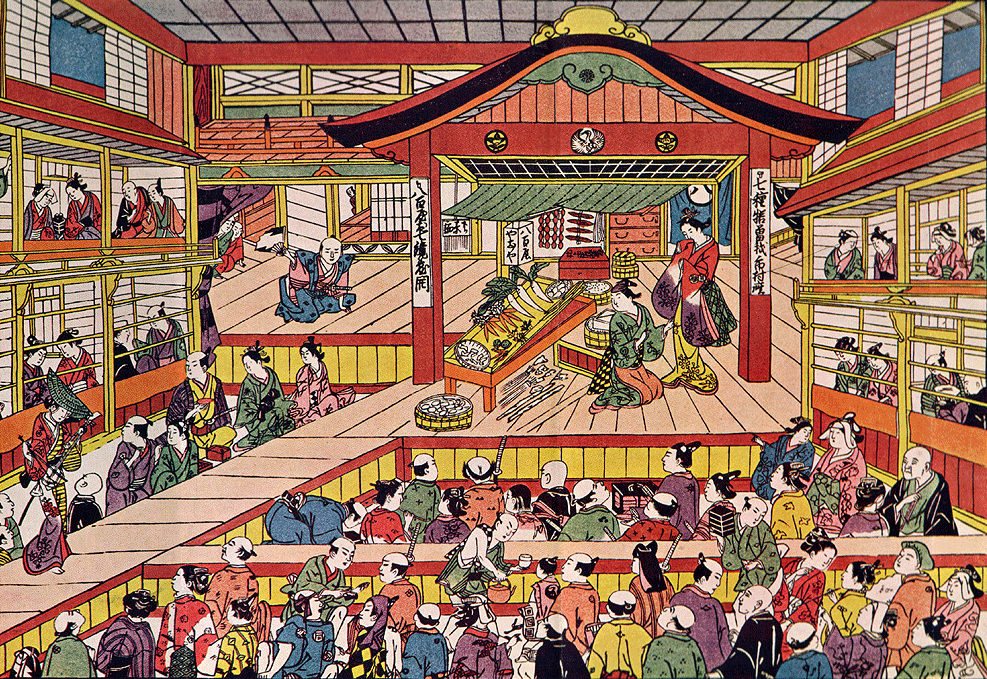
Shibai Uki-e, c. 1741–44

Okumura Masanobu (em japonês:  奥村 政信; 1686 – 1764) foi um gravurista e publicador de livros japonês. Também foi ilustrador e escritor de ficção em seus primeiros anos de carreira. Aderiu ao estilo da escola Torii de arte visual, mas posteriormente na vida profissional produziu trabalhos em vários outros. Masanobu foi uma importante figura da era formativa do ukiyo-e, executando trabalhos característicos de bijin-ga. Embora a maioria de seus trabalhos fossem gravuras, ele também produziu pinturas em ukiyo-e, sobretudo durante a era Kyōhō, que evidenciavam seu peculiar traço, colorização e composição. Suas temáticas tinham frequentemente um tom humorístico e eram executadas de uma forma vívida, com figuras em cores brilhantes e elegantes vestimentas.